# Cara Horgan

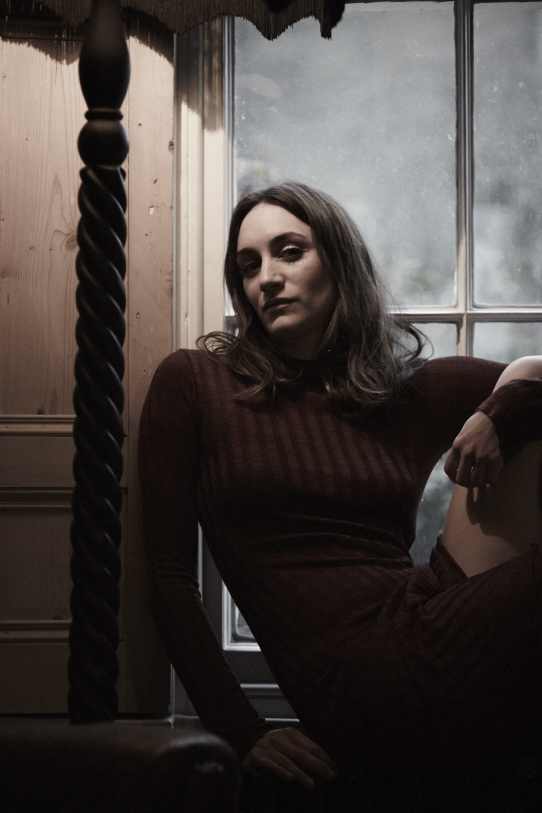
Cara Horgan (2015)

Cara Horgan (* 5. Oktober 1984 in England) ist eine britische Schauspielerin.

## Leben und Karriere
Cara Horgan wurde im Südosten von England geboren. Ihre schauspielerische Ausbildung erwarb sie am renommierten Drama Centre London. Ihr Debüt vor der Kamera gab sie 2004 in einer kleinen Nebenrolle in dem Film The Libertine. Ihre Rollen als Claire Newman in der Fernsehserie The Rotter's Club und der Eliza Reed in der 2006 erschienenen Fernsehserie Jane Eyre machte sie in ihrer Heimat bekannt. Im deutschsprachigen Raum wurde sie als Anna Holland in der Fernsehserie Gerichtsmediziner Dr. Leo Dalton bekannt. Als Theaterschauspielerin  wirkte sie 2009 am The Gate Theatre London. Im Jahr darauf spielte sie am National Theatre. 2010 hatte Cara Horgan ein Engagement am Bristol Old Vic.

## Filmografie (Auswahl)
- 2004: The Libertine
- 2005: The Rotter’s Club (Fernsehserie, 3 Folgen)
- 2006: The Romantics (Fernsehminiserie)
- 2006: Jane Eyre (Fernsehserie, 3 Folgen)
- 2007: Peep Show (Fernsehserie, Folge 4x05)
- 2007: Gerichtsmediziner Dr. Leo Dalton (Silent Witness, Fernsehserie, Folgen 11x07–11x08)
- 2007: Ladies and Gentlemen (Fernsehfilm)
- 2008: Der Junge im gestreiften Pyjama (The Boy in the Striped Pyjamas)
- 2009: Lewis – Der Oxford Krimi (Lewis, Fernsehserie, 3x01)
- 2009: Canacucho
- 2011: Waking the Dead – Im Auftrag der Toten (Waking the Dead, Fernsehserie, Folgen 9x05–9x06)
- 2016: Inspector Barnaby (Midsomer Murders) Fernsehserie, Staffel 18, Folge 4: Die Kunst stirbt zuletzt (A Dying Art)
- 2017: Ungehorsam (Disobedience)
- 2019: West of Liberty